# Press TV
Press TV este o rețea globalǎ de televiziune, în limba englezǎ, aflatǎ în proprietatea statului Iran. Sediul central este situat în Teheran (Iran), având filiale în Beirut (Liban), Damasc (Siria), Londra (Marea Britanie), Seul (Coreea de Sud) și Natiunile Unite (S.U.A).